# 朱冕 (武進伯)
朱冕（？—1449年8月3日），沂州人，明朝武臣。

## 生平
朱荣洪熙元年（1425年）去世，十月乙酉，朱冕嗣爵武進伯。領行在左府。宣德二年（1427年）改右府。因晋王朱济熿新废，命镇山西，不久召还。宣德二年，著《帝训》五十五篇，其一为恤刑。武进伯朱冕上言：“比遣舍人林宽等送囚百十七人戍边，到达的仅有五十人，其他的都途中死去。”明宣宗大怒，命法司究治。宣德六年（1431年）命至独石输饷，于是巡视其地。正统元年（1436年），明英宗命武进伯朱冕、尚书吴中役五万人，去河西务二十里凿河一道，导白水入其中。竣工后，赐名通济河。正统四年（1439年）二月，佩征西将军印，镇大同府。正统十二年（1447年），朱冕建议用火车备战。朱冕推荐大同通判霍瑄为大同知府，朱冕又推荐署都指挥同知许贵擢升为山西行都司。正统十四年从北征瓦剌，七月十五癸巳（1449年8月3日），西宁侯宋瑛、武进伯朱冕、都督石亨等率军战于阳和，太监郭敬监军，全军败没，宋瑛、朱冕全都战死。郭敬伏草中得免，石亨逃归。土木之变，明英宗被俘时，郭登与广宁伯刘安及侍郎沈固、给事中孙祥、大同知府霍瑄等人以二万余金及宋瑛、朱冕、郭敬家资进献给明英宗，以赐也先等人。朱冕追封武進侯，諡忠慤。

## 家族
父朱荣。武進伯。
子朱瑛，正統十四年襲，天順四年十二月卒。
- 孙：朱雲
- 孙：朱霖
  - 曾孙：朱潔
    - 玄孙：朱本

  - 曾孙：朱江
  - 曾孙：朱海
    - 玄孙：朱承勳
      - 朱世雍
        - 朱天爵
          - 朱自洪